# إنترناشيونال سوبر ستار سوكر 2
إنترناشيونال سوبر ستار سوكر 2 (بالإنجليزية: International Superstar Soccer 2)‏ ، هي لعبة فيديو من نوع كرة قدم أنتجت شركة كونامي ونشرها عام 2002.

## منتخبات وطنية
وفرت اللعبة نحو 58 منتخباً وطنياً وهي كالتالي:
| - إنجلترا - إسكتلندا - ويلز - نيجيريا - أيرلندا - البرتغال - إسبانيا - فرنسا - هولندا - بلجيكا - الدنمارك - ألمانيا - السويد - النمسا - إيطاليا - البرتغال - جمهورية التشيك - سلوفاكيا - المجر - رومانيا - سلوفينيا - كرواتيا - يوغوسلافيا - بلغاريا - اليونان - فنلندا - سويسرا - النرويج - أوكرانيا | - روسيا - تركيا - إسرائيل - السنغال - تونس - المغرب - نيجيريا - الكاميرون - جنوب إفريقيا - الولايات المتحدة - المكسيك - قالب:بيانات بلد جاميكا - ترينيداد وتوباغو - هندوراس - كوستاريكا - كولومبيا - بيرو - البرازيل - باراغواي - الأوروغواي - تشيلي - الأرجنتين - الإكوادور - اليابان - كوريا الجنوبية - الصين - إيران - السعودية - أستراليا |

## الفرق الخاصة
| - أساطير إنجلترا - أساطير الأرجنتين - أساطير هولندا - أساطير البرازيل - نجوم كل أوروبا | - كل نجوم آسيا - كل نجوم أمريكا - كل نجوم أفريقيا - كل نجوم العالم |

## تقييم
حسب مجلة فاميتسو اليابانية المختصة لألعاب البلاي ستيشن 2 ، حلت لعبة إنترناشيونال سوبر ستار سوكر 2 في المرتبة 33 من أصل 40.

## مصدر
1. ↑  プレイステーション2 - 実況ワールドサッカー2001. Weekly Famitsu. No.915 Pt.2. Pg.64. 30 June 2006.